# Amblyopone luzonica
Amblyopone luzonica är en myrart som först beskrevs av Wheeler och Chapman 1925.  Amblyopone luzonica ingår i släktet Amblyopone och familjen myror. Inga underarter finns listade i Catalogue of Life.

## Bildgalleri

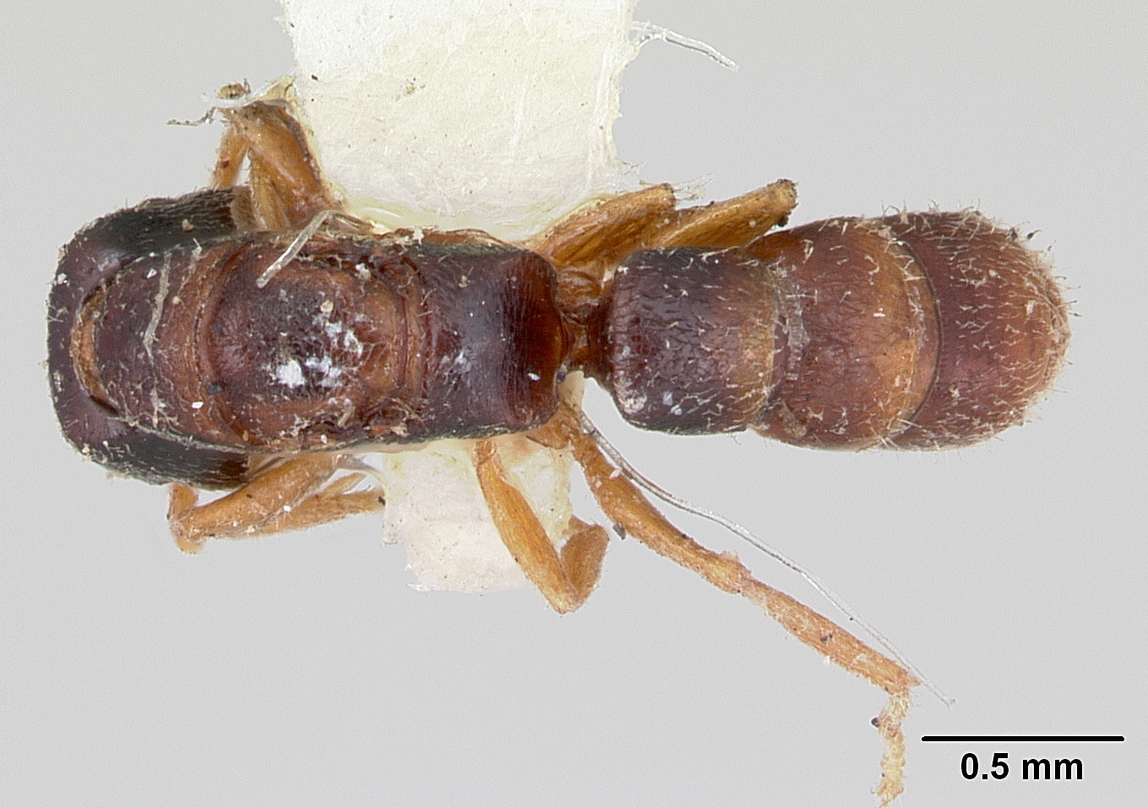
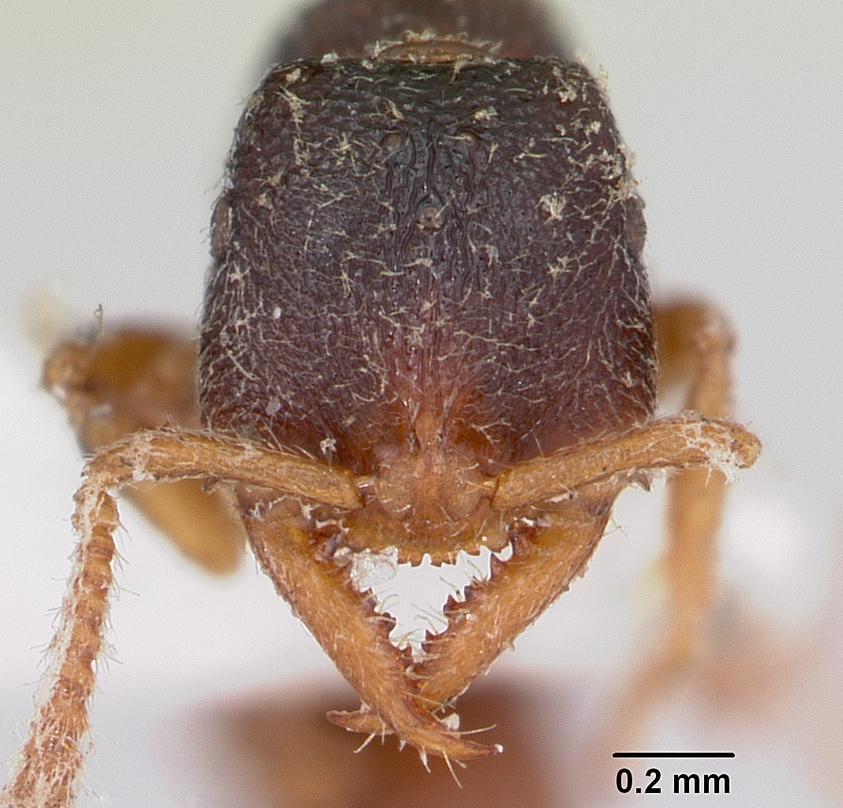
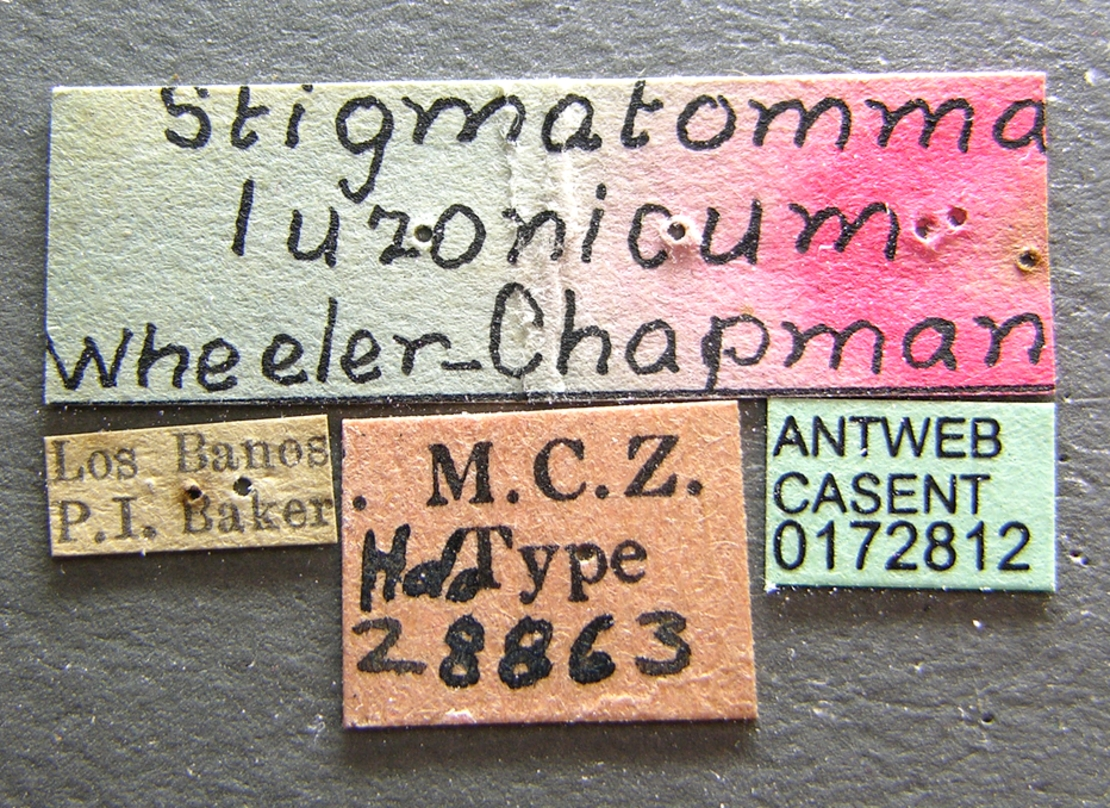
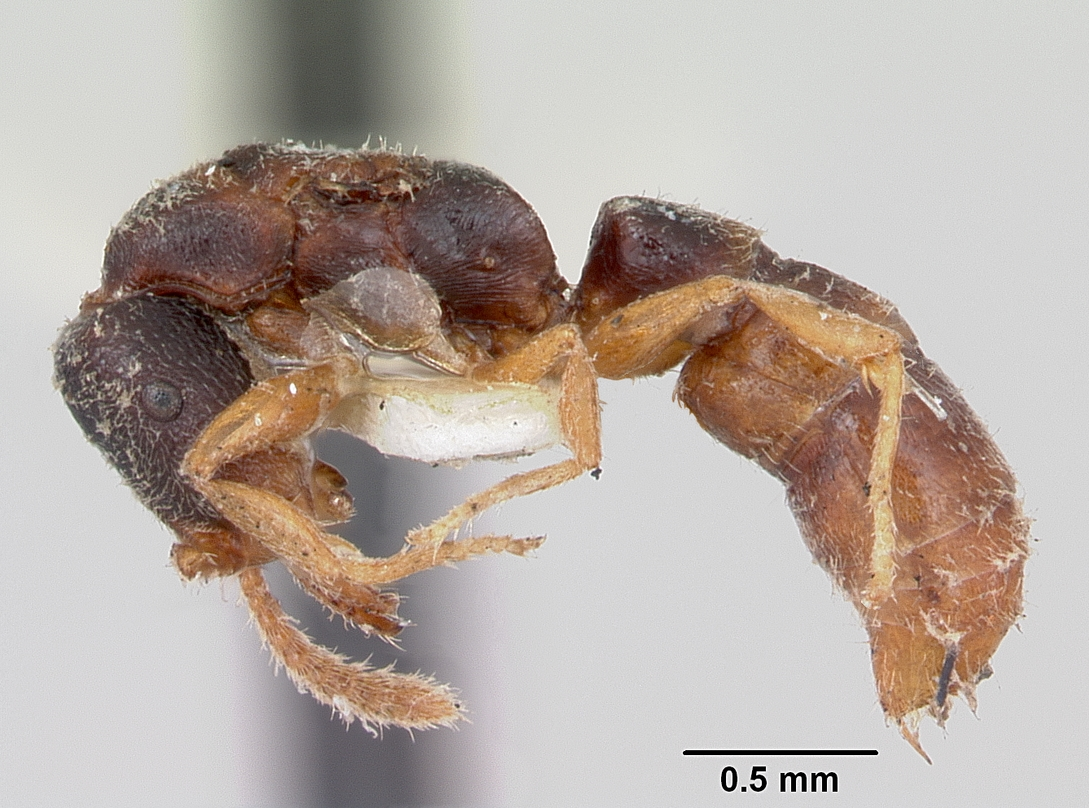
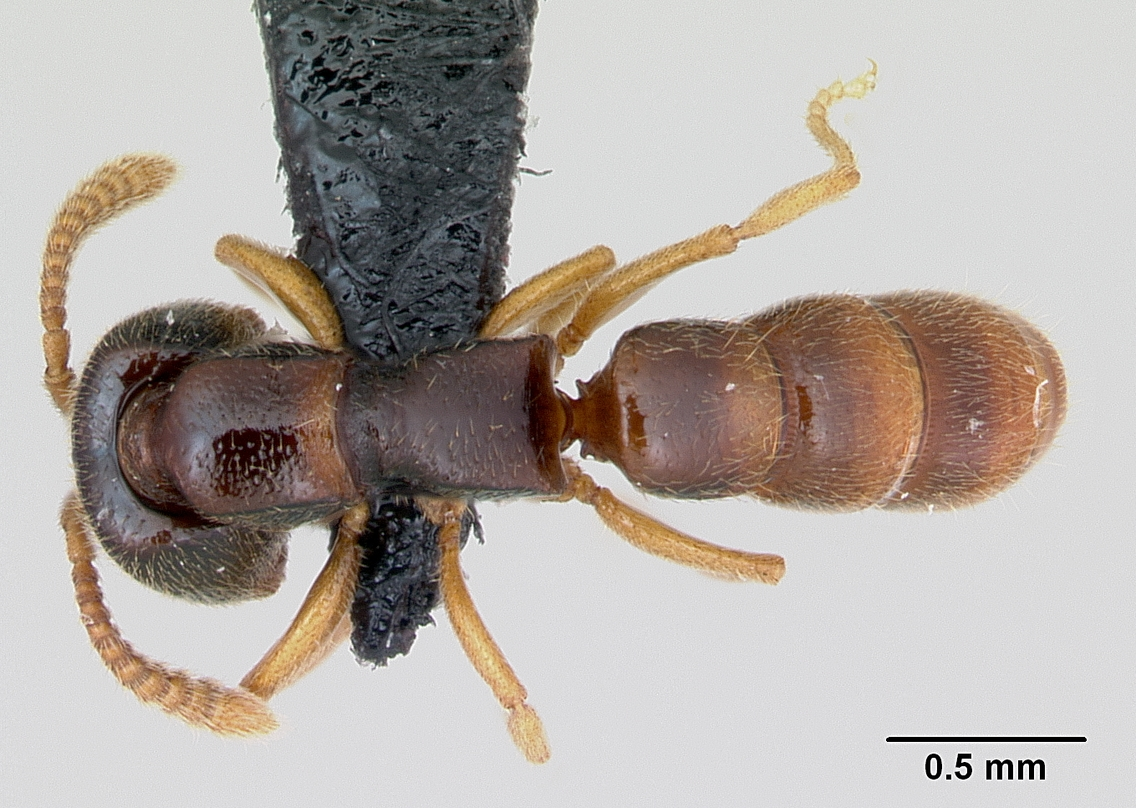
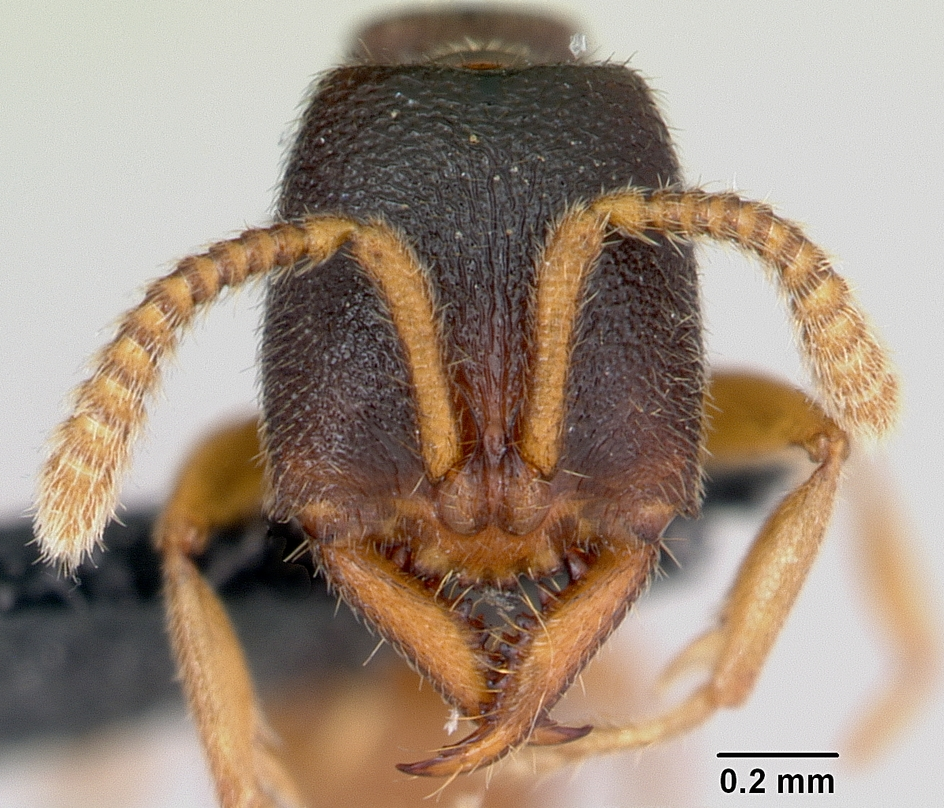